# Estrada de Ferro Amapá

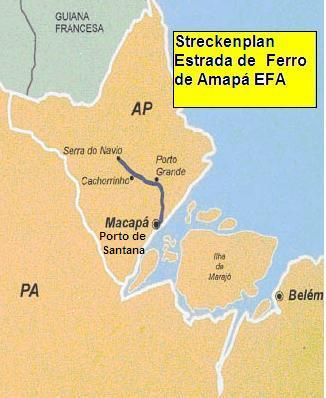
Streckenplan der Bahngesellschaft EFA

Die Estrada de Ferro Amapá (EFA) ist eine private brasilianische Eisenbahnlinie (Spurbreite 1,435 m mit einer Länge von 194 Schienenkilometern), die ab 1957 zur Gesellschaft Empresa Indústria e Comércio de Minério S.A. – ICOMI und später zu 49 % auch der Bethlehem Steel Corporation gehörte, 1989 übernahm das brasilianische Minenunternehmen Caemi die Strecke, um Mangan aus einer Erzmine im Hinterland in den Seehafen von Porto de Santana im Bundesstaat Amapá zu transportieren. Diese Linie wurde im Jahre 1997 eingestellt, wurde aber teilweise weiter betrieben, um Chromite zu transportieren. Auch wurde auf der Strecke Personenbeförderung durchgeführt. 1997 transportierte man hier 84.000 Passagiere jährlich sowie ca. 1 Million metrische Tonnen Minenprodukte und Stückgut.
Im März 2006 erhielt die Gesellschaft MMX Mineração e Metálicos die Konzession (20 Jahre) die Eisenbahnstrecke zu betreiben. Die hierfür gegründete Bahngesellschaft MMX Logística verpflichtete sich, die Strecke zwischen Porto de Santana und Serra do Navio zu erneuern und auch neues Waggonmaterial zu beschaffen.